# Acilação
O termo acilação cobre todas as reações que resultem na introdução de um grupo acila em um composto orgânico. O composto que proverá o grupo acila é chamado agente de acilação.
Na acilação podemos utilizar diversos reagentes. Dentre eles, estão o ácido acético glacial, que possui grande utilização por ter menor custo, mas requer longo tempo de aquecimento; o cloreto de acetila (cloreto de etanoíla, CH3COCl), que não é recomendado, principalmente por reagir vagarosamente, liberando ácido clorídrico, o qual converte metade do reagente em sal (tornando-o incapaz de participar na reação); e o anidrido acético, que é muito utilizado em laboratórios, dado que sua velocidade de reação é ideal para a acetilação em soluções aquosas, além de formar um produto de alta pureza e com bom rendimento.
A acetilação é frequentemente utilizada para "proteger" grupos funcionais primários e secundários, tornando-os menos suscetíveis a oxidações e menos reativos em reações de substituições aromáticas.

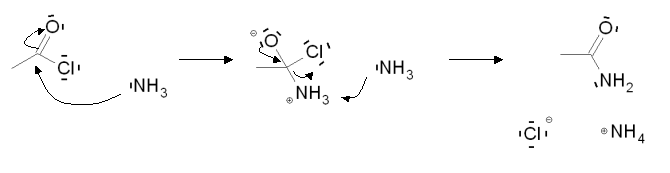
Formação de uma amida por acilação

Por causa dos agentes de acilação formarem um forte eletrófilo quando tratados por alguns metais catalisadores, haletos de acila são comumente usados como agentes de acilação. Por exemplo, na acilação de Friedel-Crafts usa-se cloreto de acetila (cloreto de etanoíla), CH3COCl, como o agente e cloreto de alumínio (AlCl3) como um catalisador para adicionar um grupo etanoíla (acetila) ao benzeno:
O mecanismo desta reação é a substituição eletrofílica.
Haletos de acila e anidridos de ácidos carboxílicos asão também comumente usados como agentes de acilação para acilar aminas para formar amidas ou acilar álcoois para formar éteres. As aminas e álcoois são nucleófilos; o mecanismo é adição-eliminação nucleofílica. O ácido succínico é também comumente usado em um tipo específico de acilação chamada succinação. Sobresuccinação ocorre quando mais que um succinato é adicionado a um único composto. Um exemplo industrial de acilação está na síntese de aspirina, na qual ácido salicílico é acilado pelo anidrido acético.

## Exemplo de acilação de Friedel-Crafts

Acilação de Friedel-Crafts: Benzeno + Cloro etanol.

O grupo acil do cloro etanol irá substituir um hidrogênio no anel benzênico. Para que isto ocorra é necessário aumentar a eletrofilicidade do carbono carbonílico utilizando tanto um haleto de acila quando um anidrido acético.
O melhor catalisador neste caso é a base de alumínio, o cloreto de alumínio, que aceita um par de elétrons do haleto ou do anidrido, liberando o grupo acila eletrofílico (íon acil).

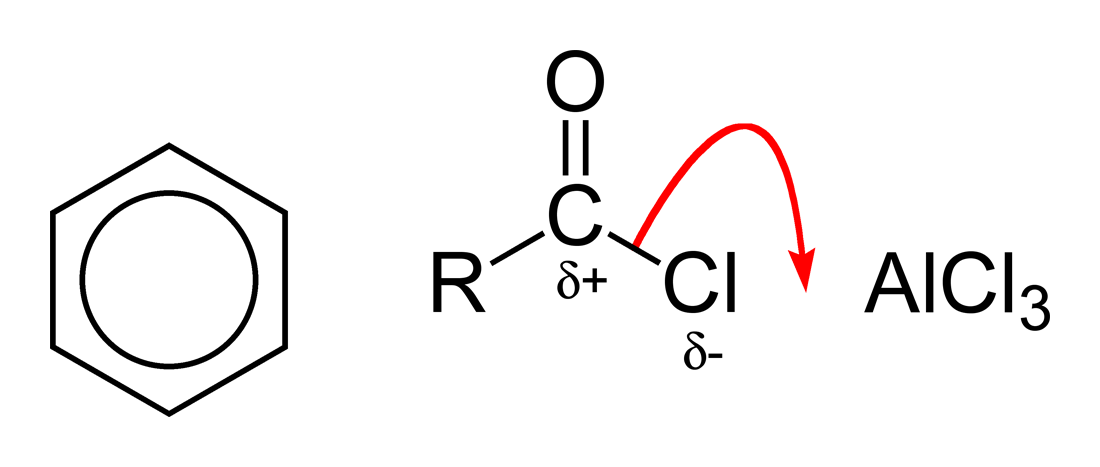
Acilação de Friedel-Craft: Formação do íon acil.

## Uso biológico da acilação
A reação de acilação pode ser utilizada como um dos mecanismos atrelados às modificações pós-traducionais de proteínas. Um dos tipos de acilação é a utilização de ácidos graxos (saturados, insaturados ou poli-insaturados), que são ligados covalentemente à resíduos de aminoácidos presentes nas proteínas.